# Chelonus socors
Chelonus socors är en stekelart som först beskrevs av Wilkinson 1932.  Chelonus socors ingår i släktet Chelonus och familjen bracksteklar. Inga underarter finns listade i Catalogue of Life.